# Hans Schwarzenbach
Hans Robert Schwarzenbach-Veillon (* 24. Mai 1913 in Horgen; † 18. September 1993 in Zürich) war ein Schweizer Unternehmer und Pferdesportler.
Hans Schwarzenbach war der Sohn des Zürcher Seidenindustriellen Alfred Schwarzenbach und seiner Frau Renée, geborene Wille. Er war der jüngste Bruder der Schriftstellerin Annemarie Schwarzenbach. Er besuchte das Gymnasium in Zürich und studierte Rechtswissenschaften an den Universitäten München, London und Zürich und promovierte. Er heiratete 1938 Adrienne Veillon. In der Schweizer Armee war er Major.
1952 gewann er auf Vae Victis die Badminton Horse Trials, 1959 den Europameistertitel im Einzel und bei den Olympischen Sommerspielen 1960 in Rom als Mitglied der Schweizer Mannschaft die Silbermedaille im Military auf Burn Trout.
Schwarzenbach war Gesellschafter der Robert Schwarzenbach & Co AG in Thalwil. Er war Mitglied des Verwaltungsrats der Schweizerischen Kreditanstalt. Von 1968 bis 1970 war er Vizepräsident des Verwaltungsrats der J.R. Geigy AG und nach der Fusion von 1970 bis 1982 Mitglied des Verwaltungsrats der Ciba-Geigy. 1964 war er Präsident des Schweizerischen Handels- und Industrievereins.